# Propagacja błędu

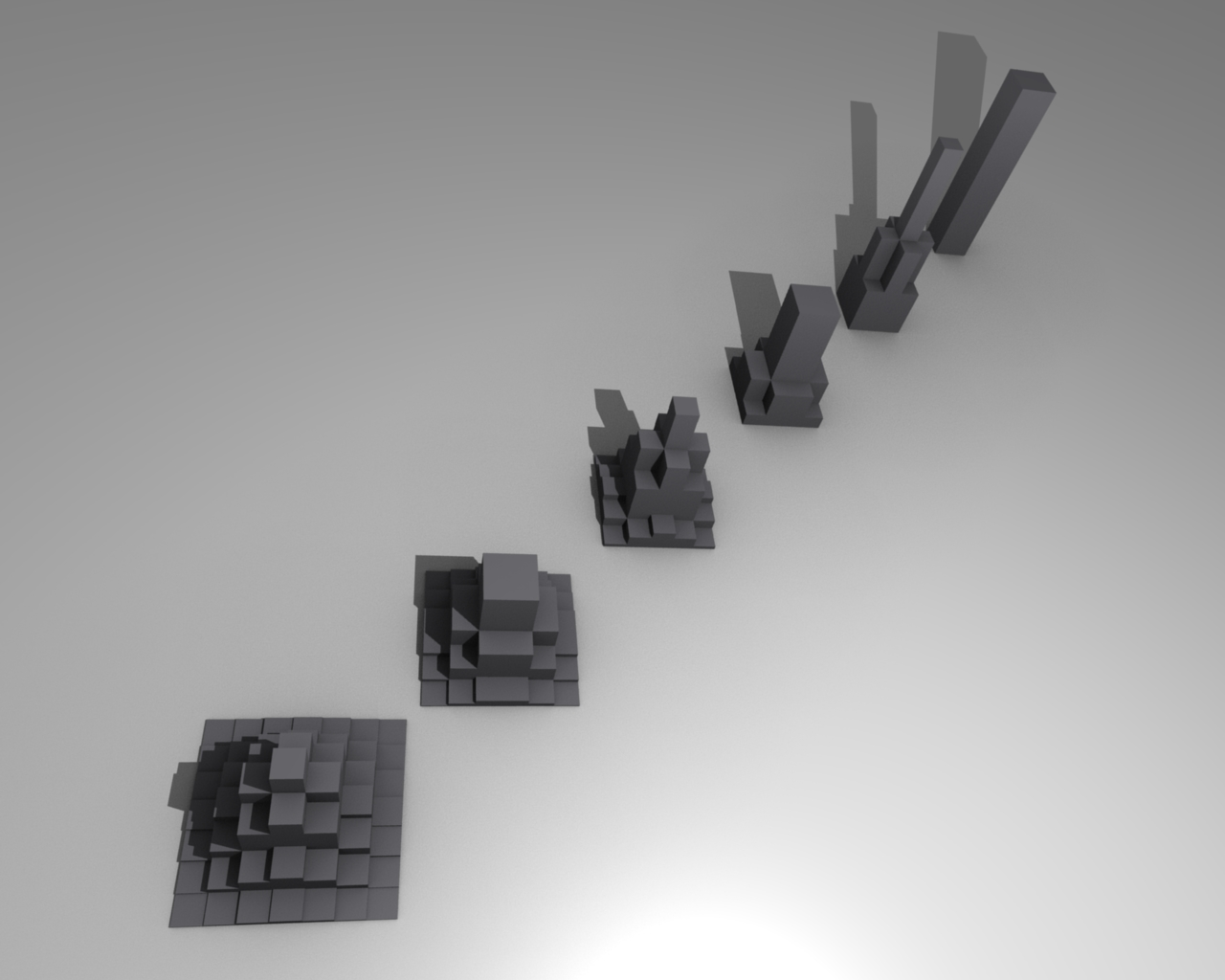
Wizualne przedstawienie propagacji błędu pomiarowego: wskutek pojawiania się kolejnych małych błędów w wielu pomiarach i zawężania liczby zmiennych, błąd rośnie

Propagacja błędu, propagacja niepewności, przenoszenie się błędu – statystyczne zjawisko występujące w operacjach dokonywanych na wartościach obarczonych błędem, np. błędem pomiaru.
Propagacja błędu ma miejsce, kiedy mamy do czynienia z niedokładnością wielkości obliczonej na podstawie wielu pomiarów, na których dokonano pewnych działań algebraicznych. Błąd związany z każdą ze zmierzonych wartości wnosi swój wkład do błędu wielkości końcowej.
Gdy zmienne są wartościami pomiarów eksperymentalnych, obarczone są wówczas niepewnością (błędem) ze względu na ograniczenia pomiarowe (np. precyzję urządzenia).
Dla obliczenia niepewności wielkości fizycznej, która zależy od innych wielkości {\displaystyle x,y,\dots ,} które można zmierzyć bezpośrednio, najpierw należy ocenić niepewności niezależnych wielkości. Niepewność jest zazwyczaj definiowana jako błąd bezwzględny. Niepewności mogą być również definiowane jako błąd względny (Δx)/x, zapisywany zazwyczaj jako wartość procentowa. Następnie należy stwierdzić, jaki wpływ mają te niepewności na niepewność ostatecznego wyniku.

## Reguła pierwiastka kwadratowego w doświadczeniach zliczeniowych
Dla przypadkowych zdarzeń ze skończonym średnim prawdopodobieństwem, jeśli w czasie t została zliczona ilość {\displaystyle n} to najlepsze przybliżenie średniej wielkości opisuje wzór
{\displaystyle S(t)=n\pm {\sqrt {n}}.}

## Ogólna reguła przenoszenia błędów dla wielkości nieskorelowanych
Jeśli {\displaystyle f(x_{1},x_{2},\dots ,x_{n})} jest dowolną funkcją od {\displaystyle x_{1},x_{2},\dots ,x_{n}} to
{\displaystyle s_{f}={\sqrt {\left({\frac {\partial f}{\partial {x_{1}}}}s_{x_{1}}\right)^{2}+\ldots +\left({\frac {\partial f}{\partial {x_{n}}}}s_{x_{n}}\right)^{2}}}.}

## Pochodne cząstkowe
Dane: {\displaystyle X=f(A_{1},A_{2},A_{3},\dots ,A_{n})}
| Błąd bezwzględny |
| --- |
| {\displaystyle \left\|\Delta X\right\|=\sum _{i=1}^{n}\left(\left\|{\frac {\partial f}{\partial A_{i}}}\right\|\cdot \left\|\Delta A_{i}\right\|\right)=\left\|{\frac {\partial f}{\partial A_{1}}}\right\|\cdot \left\|\Delta A_{1}\right\|+\left\|{\frac {\partial f}{\partial A_{2}}}\right\|\cdot \left\|\Delta A_{2}\right\|+\ldots +\left\|{\frac {\partial f}{\partial A_{n}}}\right\|\cdot \left\|\Delta A_{n}\right\|} |
| Wariancja |
| {\displaystyle \sigma _{X}^{2}=\sum _{i=1}^{n}\left(\left({\frac {\partial f}{\partial A_{i}}}\sigma _{A_{i}}\right)^{2}\right)=\left({\frac {\partial f}{\partial A_{1}}}\sigma _{A_{1}}\right)^{2}+\left({\frac {\partial f}{\partial A_{2}}}\sigma _{A_{2}}\right)^{2}+\ldots +\left({\frac {\partial f}{\partial A_{n}}}\sigma _{A_{n}}\right)^{2}}                                                                         |

### Przykładowe zastosowanie
Eksperyment polega na przeprowadzeniu pomiaru napięcia na oporniku oraz natężenia płynącego przezeń prądu, oznaczonych odpowiednio {\displaystyle U} oraz {\displaystyle I,} celem określenia rezystancji oznaczonej poprzez {\displaystyle R} która, zgodnie z prawem Ohma, jest równa {\displaystyle R=U/I.}
Znając wyniki pomiaru wraz z ich błędami, {\displaystyle I\pm \sigma _{I}} oraz {\displaystyle U\pm \sigma _{U},} można wyznaczyć błąd rezystancji {\displaystyle \sigma _{R}} następująco:
{\displaystyle \sigma _{R}\approx {\sqrt {\sigma _{U}^{2}\left({\frac {1}{I}}\right)^{2}+\sigma _{I}^{2}\left({\frac {U}{I^{2}}}\right)^{2}}}.}

### Przykładowe obliczenia
Poniżej przedstawiono obliczenie propagacji błędu dla funkcji arcus tangens, jako przykład użycia pochodnych cząstkowych do obliczenia propagacji niepewności.
Niech:
{\displaystyle f(x)=\operatorname {arctg} (x),}
gdzie {\displaystyle \sigma _{x}} błędem bezwzględnym pomiaru {\displaystyle x.} Pochodna cząstkowa {\displaystyle f(x)} po {\displaystyle x} jest równa:
{\displaystyle {\frac {\partial f}{\partial x}}={\frac {1}{1+x^{2}}}.}
Zatem wykorzystując propagację błędu można wyznaczyć:
{\displaystyle \sigma _{f}\approx {\frac {\sigma _{x}}{1+x^{2}}},}
gdzie {\displaystyle \sigma _{f}} jest bezwzględnym błędem propagowanym.

## Kombinacje liniowe
Niech {\displaystyle f_{k}(x_{1},x_{2},\dots ,x_{n})} będzie zbiorem {\displaystyle m} funkcji liniowych {\displaystyle n} zmiennych: {\displaystyle x_{1},x_{2},\dots ,x_{n}} ze współczynnikami kombinacji {\displaystyle A_{k1},A_{k2},\dots ,A_{kn},(k=1\ldots m).}
{\displaystyle f_{k}=\sum _{i}^{n}A_{ki}x_{i}} or {\displaystyle \mathbf {f} =\mathbf {Ax} }
oraz niech {\displaystyle \Sigma ^{x}} oznacza macierz kowariancji dla {\displaystyle x{:}}
{\displaystyle \Sigma ^{x}={\begin{pmatrix}\sigma _{1}^{2}&{\text{cov}}_{12}&{\text{cov}}_{13}&\ldots \\{\text{cov}}_{12}&\sigma _{2}^{2}&{\text{cov}}_{23}&\ldots \\{\text{cov}}_{13}&{\text{cov}}_{23}&\sigma _{3}^{2}&\ldots \\\vdots &\vdots &\vdots &\ddots \end{pmatrix}}}
Zatem współczynniki macierzy kowariancji {\displaystyle \Sigma ^{f}} są opisane wzorem:
{\displaystyle \Sigma _{ij}^{f}=\sum _{k}^{n}\sum _{\ell }^{n}A_{ik}\Sigma _{k\ell }^{x}A_{j\ell }:\Sigma ^{f}=\mathbf {A} \Sigma ^{x}\mathbf {A} ^{\top }.}
Jest to ogólna forma propagacji błędu ze zbioru pewnych zmiennych na zbiór innych zmiennych. Gdy błędy {\displaystyle x} są nieskorelowane, wyrażenie upraszcza się do:
{\displaystyle \Sigma _{ij}^{f}=\sum _{k}^{n}A_{ik}\left(\sigma _{k}^{2}\right)^{x}A_{jk}.}
Nawet gdy błędy zmiennych {\displaystyle x} są nieskorelowane, błędy {\displaystyle f} są zawsze skorelowane
Wyrażenie ogólne dla pojedynczej funkcji {\displaystyle f} przyjmuje prostszą formę:
{\displaystyle f=\sum _{i}^{n}a_{i}x_{i}:f=\mathbf {ax} }
{\displaystyle \sigma _{f}^{2}=\sum _{i}^{n}\sum _{j}^{n}a_{i}\Sigma _{ij}^{x}a_{j}=\mathbf {a\Sigma ^{x}a^{t}} .}

## Przykłady
Poniższa tabela ukazuje przykłady wariancji funkcji rzeczywistych zmiennych {\displaystyle A,B,} ze standardowym odchyleniem {\displaystyle \sigma _{A},\sigma _{B},} współczynnikiem korelacji {\displaystyle \rho _{AB}} oraz jednoznacznie określonymi stałymi {\displaystyle a,b.}
| Funkcja                          | {\displaystyle {\frac {\partial f}{\partial A}}} | {\displaystyle {\frac {\partial f}{\partial B}}} | Wariancja |
| -------------------------------- | ------------------------------------------------ | ------------------------------------------------ | --- |
| {\displaystyle f=aA}             | {\displaystyle a}                                | {\displaystyle -}                                | {\displaystyle \sigma _{f}^{2}=a^{2}\sigma _{A}^{2}} |
| {\displaystyle f=aA\pm bB}       | {\displaystyle a}                                | {\displaystyle b}                                | {\displaystyle \sigma _{f}^{2}=a^{2}\sigma _{A}^{2}+b^{2}\sigma _{B}^{2}\pm 2ab\,{\text{cov}}_{AB}}                                                                                                  |
| {\displaystyle f=AB}             | {\displaystyle B}                                | {\displaystyle A}                                | {\displaystyle \left({\frac {\sigma _{f}}{f}}\right)^{2}\approx \left({\frac {\sigma _{A}}{A}}\right)^{2}+\left({\frac {\sigma _{B}}{B}}\right)^{2}+2{\frac {\sigma _{A}\sigma _{B}}{AB}}\rho _{AB}} |
| {\displaystyle f={\frac {A}{B}}} | {\displaystyle {\frac {1}{B}}}                   | {\displaystyle -{\frac {A}{B^{2}}}}              | {\displaystyle \left({\frac {\sigma _{f}}{f}}\right)^{2}\approx \left({\frac {\sigma _{A}}{A}}\right)^{2}+\left({\frac {\sigma _{B}}{B}}\right)^{2}-2{\frac {\sigma _{A}\sigma _{B}}{AB}}\rho _{AB}} |
| {\displaystyle f=aA^{\pm b}}     | {\displaystyle \pm baA^{\pm b-1}}                | {\displaystyle -}                                | {\displaystyle {\frac {\sigma _{f}}{f}}\approx b{\frac {\sigma _{A}}{A}}} |
| {\displaystyle f=a\ln(\pm bA)}   | {\displaystyle {\frac {a}{A}}}                   | {\displaystyle -}                                | {\displaystyle \sigma _{f}\approx a{\frac {\sigma _{A}}{A}}} |
| {\displaystyle f=a\log(A)}       | {\displaystyle {\frac {a}{A\ln 10}}}             | {\displaystyle -}                                | {\displaystyle \sigma _{f}\approx a{\frac {\sigma _{A}}{A\ln(10)}}} |
| {\displaystyle f=ae^{\pm bA}}    | {\displaystyle \pm bae^{\pm bA}}                 | {\displaystyle -}                                | {\displaystyle {\frac {\sigma _{f}}{f}}\approx b\sigma _{A}} |
| {\displaystyle f=a^{\pm bA}}     | {\displaystyle \pm a^{\pm bA}b\ln(a),}           | {\displaystyle -}                                | {\displaystyle {\frac {\sigma _{f}}{f}}\approx b\ln(a)\sigma _{A}} |
Dla zmiennych nieskorelowanych termy kowariancji są równe zero. Wyrażenia dla funkcji złożonych mogą zostać przybliżone poprzez złożenie funkcji prostszych. Dla przykładu, poprzez mnożenie, zakładając brak korelacji danych:
{\displaystyle f=AB(C);\left({\frac {\sigma _{f}}{f}}\right)^{2}\approx \left({\frac {\sigma _{A}}{A}}\right)^{2}+\left({\frac {\sigma _{B}}{B}}\right)^{2}+\left({\frac {\sigma _{C}}{C}}\right)^{2}.}